# 那珂川市立岩戸北小学校
那珂川市立岩戸北小学校（なかがわしりつ いわどきたしょうがっこう）は、福岡県那珂川市恵子一丁目にある公立小学校。

## 態様
那珂川市北部、片縄山を西に仰ぎ、間近に福岡市南区との境界を有する、恵子（えこ）地区の一角に所在する。
平成27年5月現在の児童数は、708名。

## 沿革
- 1975年（昭和50年） - 岩戸小学校より分離し、那珂川町立岩戸北小学校が開校。
- 1983年（昭和58年） - 片縄小学校が分離独立
- 1985年（昭和60年） - 創立10周年記念式典を挙行
- 1994年（平成6年） - 創立20周年記念式典を挙行
- 2004年（平成16年） - 創立30周年記念式典を挙行
- 2018年（平成30年）10月1日 - 市制施行に伴い那珂川市立岩戸北小学校に改称[1]。

## 交通
東方を国道385号が南北に走っている。また、西鉄バスの岩戸北学校前バス停が存在する（生徒は登校時利用しない）。

## 周辺
- 福岡女子商業高等学校

北方に所在。
- 那珂川市立片縄小学校

北方、上記福岡女子商高のわずか北に所在。
- 恵子教育集会所

市立の教育集会所。わずか西方に存在。
- 如意輪観音堂

如意輪観音を本尊とする小堂（参照『恵子如意輪観音』）。わずか西方に存在。
- 那珂川市立那珂川北中学校

西方、恵子街区の奥部に所在。

## 著名な卒業生
- 加納督大 - プロバスケットボール選手（B3.LEAGUE・ライジングゼファーフクオカ所属）：1997年卒業